# Jan-Peters Janssen
Jan-Peters Janssen (* 12. Juli 1937 in Templin; † 17. November 2017) war ein deutscher Sportpsychologe.

## Laufbahn
Janssen wurde in der Uckermark geboren und lebte als Kind und Jugendlicher auch in Berlin, in Dänemark und in Westfalen. Er absolvierte zwischen 1959 und 1964 ein Studium der Psychologie, welches er an der Universität Tübingen abschloss. Dort schloss er 1968 auch seine Promotion und 1975 seine Habilitation ab.
Zwischen 1976 und 1980 hatte er eine Professorenstelle für Sportpsychologie am Institut für Sportwissenschaft an der Ruhr-Universität Bochum inne, von 1980 bis 2002 war Janssen Professor am Lehrstuhl für Sportpsychologie des Instituts für Sport und Sportwissenschaften an der Christian-Albrechts-Universität zu Kiel.
Von 1979 bis 1985 war Janssen Vorstandsmitglied der „Arbeitsgemeinschaft für Sportpsychologie in Deutschland“. Sein Buch „Grundlagen der Sportpsychologie“ wird als Klassiker dieses sportwissenschaftlichen Feldes erachtet. Janssen wird zugeschrieben, durch seine wissenschaftliche Arbeit Theorien und Methoden der Psychologie auf die Sportwissenschaft und in die Sportpraxis übertragen zu haben.
In seiner Forschungstätigkeit standen zunächst die Psychologie der Trainingsbelastung und die Begriffe Konzentration und Aufmerksamkeit in sportlichen Zusammenhängen sowie Motorisches Lernen und Gedächtnis und Trainings- und Leistungsaspekte in der Leichtathletik und im Handball im Vordergrund, später rückte er zusätzlich den Gesundheits- und Rehabilitationssport sowie Sport im Alter in den Mittelpunkt seiner Arbeit. Laut Nachruf der Universität Kiel hat Janssen „die Forschung zur Gesundheitsförderung und zum Lebensstil älterer Menschen auch lange nach seiner Emeritierung einem breiten Publikum nahegebracht.“ Darüber hinaus beschäftigte er sich intensiv mit Sportgeschichte und gehörte zu den regelmäßigen Autoren des Jahrbuchs der Deutschen Gesellschaft für Geschichte der Sportwissenschaft.

## Publikationen (Auswahl)
- Grundlagen der Sportpsychologie. Limpert, Wiesbaden 1995, ISBN 3-8252-1859-7.
- als Hrsg.: Wie ist Psychologie möglich?. Alber, Freiburg 2008, ISBN 978-3-495-48189-9.
- zus. mit H. Gabler, J. Nitsch: Gutachten: Psychologisches Training in der Praxis des Leistungssports. Bundesinstitut für Sportwissenschaft, Köln 1990.
- Zur Validität und Reliabilität verfälschter Persönlichkeitsfragebögen in Ernstsituationen und beim Rollenspiel. Verlag des TÜV-Rheinland, Köln 1978.
- Bewegungslehre: Struktur und Analyse sportlicher Bewegungen. Lehrstuhl für Sportpsychologie, Kiel 1995.
- Sportpsychologie in Ost und West nach 1950. In: G. Bäumler, J. Court, W. Hollmann (Hrsg.): Sportmedizin und Sportwissenschaft: Historisch-systematische Facetten. Academia, St. Augustin 2002, S. 319–372.
- Spiel, Sport und Bewegung im höheren Lebensalter – Empfehlungen für KHK-Patienten. In: K. D. Kolenda (Hrsg.): Lebensstil und chronische Krankheiten. 14. Holmer Kolloquium. Editio Zenk, Forchheim 2004, S. 49–63.
- Zur Geschichte der angewandten Psychologie: Bericht über ein Interview mit Friedrich Dorsch am 11. Juli 1985 in Tübingen. In: A. Schorr (Hrsg.): Psychologie und Gesellschaft. Köln: Deutscher Psychologen Verlag, 1986, S. 13–24.
- Deutsche Sportpsychologie im Wandel dreier Epochen: Von der wilhelminischen Epoche zum geteilten Deutschland. Psychologie und Sport, 4 (1), 8–33, 1997.
- zus. mit M. Wegner: Konzentration und Leistung im Sportspiel: Diagnose und Training konzentrativer Tätigkeiten und Aufgaben im Handballspiel. Sportpsychologie, 4 (3), 14–20, 1990.
- Beanspruchungserleben in Training und Wettkampf am Beispiel eines 400m Hürdenläufers. Sportwissenschaft, 22, 86 97, 1992

Quelle: